# Svenska lagkaptener i NHL
Följande är en lista över svenska lagkaptener i NHL, sorterade efter klubb:
| Svenska lagkaptener i NHL | Svenska lagkaptener i NHL          | Svenska lagkaptener i NHL | Svenska lagkaptener i NHL                                                                             |
| ------------------------- | ---------------------------------- | ------------------------- | --- |
| Lag                       | Spelare                            | År                        | Notiser                                                                                               |
| Arizona Coyotes           | Oliver Ekman Larsson               | 2018–2021                 | |
| Buffalo Sabres            | Rasmus Dahlin                      | 2024–                     | |
| Calgary Flames            | Mikael Backlund                    | 2023–                     | |
| Colorado Avalanche        | Gabriel Landeskog                  | 2012–                     | Vid tidpunkten yngsta lagkaptenen i NHL:s historia (blev passerad av Connor McDavid).                 |
| Detroit Red Wings         | Nicklas Lidström Henrik Zetterberg | 2006–2012 2013–2018       | |
| Los Angeles Kings         | Mattias Norström                   | 2001–2007                 | |
| Minnesota Wild            | Kim Johnsson                       | december 2008             | Organisationen utnämnde lagkaptener på månadsbasis.                                                   |
| New York Islanders        | Kenny Jönsson                      | 1999–2000                 | |
| Ottawa Senators           | Daniel Alfredsson Erik Karlsson    | 1999–2013 2014–2018       | Organisationsrekord. –                                                                                |
| Philadelphia Flyers       | Peter Forsberg                     | 2006–2007                 | |
| Tampa Bay Lightning       | Mikael Renberg Victor Hedman       | 1997–1998 2024-           | |
| Toronto Maple Leafs       | Mats Sundin                        | 1997–2008                 | Näst längsta perioden i organisationens historia.                                                     |
| Vancouver Canucks         | Markus Näslund Henrik Sedin        | 2000–2008 2010–2018       | Tangerat organisationsrekord. –                                                                       |
| Winnipeg Jets             | Lars-Erik Sjöberg Thomas Steen     | 1979–1980 1989–1991       | Förste icke-nordamerikan att bli kapten för ett NHL-lag. NHL Best Swedish Player "Viking Award" 89/90 |

Utöver dessa har flera svenskar varit assisterande lagkaptener i sina respektive NHL-lag.